# Historiographie du judaïsme
L'historiographie du judaïsme étudie l'évolution des discours et méthodes employés pour écrire l'histoire du judaïsme et du peuple juif. Longtemps dominée par des récits religieux, elle s'est progressivement transformée avec l’émergence de la critique historique et des sciences sociales. À partir du XIXe siècle, des historiens juifs comme Heinrich Graetz ont cherché à concilier érudition et identité culturelle. L’historiographie du judaïsme s’est ensuite diversifiée, intégrant des approches sociologiques, anthropologiques et archéologiques. Elle a été marquée par des débats autour de la fiabilité des sources bibliques et de la définition du peuple juif. L’étude de la Shoah et des migrations juives a également influencé les orientations récentes du domaine. Aujourd’hui, elle mobilise des perspectives plurielles, confrontant traditions religieuses, recherches académiques et enjeux mémoriels.

## -800 à -350 av. J.-C.
Les textes à l'origine du judaïsme, qui vont à terme être regroupés dans la Bible, sont petit à petit rassemblés (voir ci dessous). Ils sont écrits principalement en hébreu et circulent uniquement dans le cercle des disciples de la nouvelle religion. Il n'existe aucune trace de la connaissance de ces textes par des personnes en dehors des adeptes.

## Traduction en grec de la septante
Pour la première fois, à Alexandrie, les textes de la Bible sont traduits en grec, langue vernaculaire. Ils font dorénavant partie des textes disponibles à la Grande Bibliothèque.  Pour la première fois dans l'histoire, les textes bibliques racontant l'histoire de cette région sont confrontables à tous les autres textes de l'Antiquité.

## Avant leXIXesiècle
La Bible, « les mots de Dieu », est à cette époque considérée comme un document historique entièrement fiable. L'histoire de la religion est parfaitement définie. Les religieux considéraient que la terre existait depuis 5 000 ans et que, dès le début de l'apparition de l'homme, l'idôlatrie et le polythéisme  étaient les premières croyances humaines, le monothéisme n'apparaissant qu'avec Abraham. Il fut dévoyé par la génération des petits-fils d'Adam et retrouvé par Abram et sa descendance. Le judaïsme, tel qu'il est connu aujourd'hui, a été révélé par Yahvé, à Moïse, sur le mont Sinaï, en -1200 av. J.-C. sous la forme des 10 commandements. Le « second commandement du Décalogue » interdit d'avoir « d'autres dieux devant Ma face ». Cette prohibition inclut le syncrétisme, le culte de « divinités mineures », d'esprits, ou d'incarnations, les doctrines de dualité (shtei reshouyot) ou de trinité, considérées comme apparentées au polythéisme. Par la suite, parmi le peuple d'Israël, les concepts de monothéisme et polythéisme sont en compétition, mais la religion mosaïque prévaudra et s'étendra à l'ensemble des fils d'Israël.

## XIXesiècle
Les découvertes des fossiles préhistoriques et les théories darwiniennes remettent fondamentalement en cause les indications chronologiques de la Bible. Aucune trace d'un quelconque déluge n'est trouvée par les archéologues. En dehors de certains extrémistes, la majorité des religieux se rabattent sur une nouvelle interprétation : les informations chronologiques et les légendes antérieures à Abraham sont considérées comme métaphoriques, sans réalité historique[réf. nécessaire]. En revanche, l'histoire des Hébreux à partir d'Abraham (-1800) reste considérée comme totalement conforme à la réalité historique[réf. nécessaire].

## DébutXXesiècle
Les découvertes des écrits des civilisations sumériennes, assyriennes montrent de très fortes similitudes avec les légendes  bibliques attribuées à Yahvé. Le jardin d'Éden, le Déluge, la naissance d'un bébé sorti des eaux d'un fleuve sont retrouvés quasiment aux mots près sur des tablettes d'argile mésopotamiennes précédant la Bible de près de 3 000 ans. La découverte d'Ougarit en 1954 est essentielle : il s'agit de textes écrits dans une langue proche de l'hébreu et d'une civilisation ouest sémitique ayant eu son apogée vers -1500 - 1300 av. J.-C. On y retrouve un panthéon de dieux dont certains sont déjà cités dans la Bible : El Baal Ashérah et même un certain YW peut être l'ancêtre de Yahvé. En revanche cette civilisation était purement polythéiste. À l'opposé, la recherche scientifique chargée de prouver la véracité de la version biblique, ce que l'on a appelé l'archéologie biblique, ne trouve rien corroborant la version du livre saint. Dans l'édition française Aux origines d'Israël (Bayard 2005), William G. Dever écrit, p. 142," La déité appelée Yahvé est attestée dès le XIIIe siècle av. J.-C. dans un texte égyptien, où elle est associée aux nomades shosou, qui transhumaient en Transjordanie méridionale, région où certains textes bibliques situent, eux aussi, l'origine de ce culte. Mais, pour l'archéologue, Yahvé est aussi invisible dans les villages du Fer I qu'il le sera plus tard dans l'Israël biblique ; "Pire, la seule inscription retrouvée en terre sainte venant des israélites où l'on trouve le mot Yahvé parle au VIIIe siècle de « Yahvé et son Ashérah ». Les historiens interprètent ceci comme une preuve d'un polythéisme pur des israélites de l'époque dans lequel Yahvé serait bien un dieu, peut-être le plus important mais entouré de nombreux autres dont certains influents puisque Yahvé aurait même une femme Ashérah. Aucun texte biblique très ancien ne sera retrouvé. Le plus ancien sera les manuscrits de la mer Morte datant du IIe siècle av. J.-C. Les plus anciens textes juifs retrouvés sont les papyrus d'Eléphantine du IVe siècle av. J.-C. Ils décrivent précisément une communauté de religion juive immigrée au sud de l'Égypte à l'époque de la conquête perse. Mais la religion de cette communauté semble bien loin du dogme biblique. S'ils croient en Yahvé, sa vénération se passe dans des temples où ils  côtoient les dieux égyptiens. Cette communauté ne parle pas du « peuple juif » comme unité et n'accepte pas l'unicité du temple de Jérusalem.

## La guerre des Six Jours (1967)
Les archéologues israéliens, conformément à la doctrine sioniste, cherchent à justifier la légitimité des conquêtes des nouveaux territoires par des découvertes archéologiques prouvant une présence ancienne et durable juive sur ces territoires,. 
Selon Israel Finkelstein, la conquête de toute la rive occidentale du Jourdain lors de la guerre des Six Jours et le calme qui l'a suivie jusqu'à l'Intifada « permirent une recherche intensive, dans les moindres recoins de la région ». Les moyens déployés furent colossaux. Par exemple, on estime que les moyens mis en place au pied du mont Moïse dans le Sinaï étaient suffisamment efficaces pour retrouver la trace de tout groupe de bédouins de moins de 50 personnes ayant un tant soit peu séjourné à cet endroit. Si l'on suit la Bible, on aurait dû retrouver les restes de campements des 600 000 familles d'Hébreux (soit 2 millions de personnes) qui auraient séjourné à cet endroit lors de l'exode de l'Égypte pendant 40 ans. Or, les archéologues israéliens n'ont retrouvé aucune trace d'une quelconque présence juive à une quelconque époque. Ils n'ont pas non plus retrouvé une trace quelconque d'Abraham, de Moïse, d'une quelconque conquête militaire de la terre promise par les israélites. Il semble au contraire, que d'après les documents de leurs voisins, les Israélites soient originaires des montagnes du centre de la Judée. On trouve aussi dans ces documents la mention de « la maison de David » mais hormis ce nom, la réalité de son royaume n'a que peu de chose en commun avec le grand empire davidien biblique qui s'étendrait jusqu'à l'Euphrate. On estime actuellement que Jérusalem était, à cette époque, autour de –1000, un petit village sans fortifications, limité à l'emplacement que l'on appelle la « Cité de David », sans rapport avec la description biblique. Ce royaume n'a pas laissé de traces écrites. En revanche, à partir du VIIe siècle av. J.-C. et du règne du roi Josias, les événements historiques et bibliques se recoupent. Les historiens considèrent néanmoins que les Judéens de cette époque étaient encore polythéistes. 
Cette méthodologie qui consiste à accompagner une conquête militaire par des archéologues afin de défendre les assises de cette conquête n'est pas une première. Par exemple, des archéologues suivaient les conquêtes européennes allemandes de 1940 à 1943 afin de prouver la très ancienne présence arienne dans certaines régions annexées comme l'Alsace.
Plus récemment, les archéologues serbes et albanais ont été mis à contribution pour légitimer l'annexion ou l'indépendance du Kosovo.
Par contre la grande différence dans ce cas-ci, c'est que l'État d'Israël est démocratique. Ses savants disposent d'une grande autonomie de pensée, et ils n'ont pas hésité à publier leurs résultats, même si cela pouvait apparaître pour certains comme une remise en cause de leur propre croyance.

## Polémiques entre archéologues fin duXXesiècle
L’unanimité de la communauté scientifique ne fut pas immédiate. Celle-ci se divisa en 
- minimalistes : les défendeurs des nouvelles découvertes ;
- maximalistes : les tenants de la vérité biblique

Le livre des minimalistes qui a fait date est La Bible dévoilée en 2001. La réplique la plus sérieuse des maximalistes fut Quand la Bible dit vrai de W Dever en 2003. Mais au fil des découvertes, ces derniers se rangèrent aux thèses minimalistes. Même William Dever a fini par se rapprocher des positions minimalistes et écrit dans un article titré "Perdre la foi" : « I wrote to frustrate Biblical minimalists, then I became one of them »  J'ai écrit pour mettre en échec les minimalistes, puis je suis devenu un d'entre eux

## Diffusion de ces nouvelles découvertes auprès du public débutXXIesiècle

### Dans les publications spécialisées francophones
Les principaux journaux de vulgarisation scientifiques / historiques français publient des hors série spécifiques. Ils insistent bien sur le fait que la communauté scientifique dans son ensemble est maintenant unanime pour considérer vrai ce qui fut longtemps uniquement des hypothèses;
- La Recherche, décembre 2005
- Science et vie, 2007
- Le Monde des Religions, novembre/décembre 2008 no 32
- Le Monde de la Bible, mars/avril/mai 2012, n° 200

### Dans les manuels scolaires
Les manuels d'histoire français sont en cours de révision en France et aux États-Unis,. La nouvelle présentation de l'histoire du judaïsme qui est très loin de la version des manuels précédents fait l'objet de longues discussions. En effet la version actuelle des manuels scolaires est encore calquée sur ce que l'on enseignait au début du XXe siècle. Les récits de la vie d'Abraham, de Moïse, l'Exode, la conquête de Canaan, le faste du grand royaume de David, les dessins de son gigantesque temple sont encore décrits comme des faits historiques

## Freins actuels à la diffusion de ces découvertes
Certains, notamment dans les religions juives et protestantes évangéliques, jugent que ces informations nuisent à la légitimité de l'état d'Israël. Ils cherchent donc à freiner la diffusion de "cette nouvelle histoire du judaïsme" dans le grand public, tant qu'il existe la moindre chance de trouver des preuves archéologiques plus favorables à l'Ancien Testament.

### Actions dans les groupes de révision des manuels scolaires
- En France, le lobbying officiel n'est pas de mise et les opposants à ces révisions de manuels le font à titre individuel. [13].* Aux États-Unis, des associations juives ou évangéliques se sont officiellement constituées dans ce but. /

### Actions des derniers archéologues de l'archéologie biblique
Ils continuent leurs fouilles tentant de donner un fondement scientifique aux textes bibliques. Il n'y a  plus  parmi eux de « grands noms des archéologues du Moyen-Orient ». L'une des plus célèbres, Eilat Mazar dit « Je travaille avec la Bible dans une main et la pioche dans l'autre, et j'essaie de tout prendre en compte ». Elle a par exemple trouvé à Jérusalem  les fondations d'un grand palais qui, selon elle, pourrait être celui de David. Sa découverte a été très largement reprise dans beaucoup de média communautaires. Néanmoins les revues officielles d'archéologie n'ont jamais accepté de publier sa théorie « palais de David ». Amihai Mazar, professeur d'archéologie à l'université hébraïque, et cousin d'Eilat, penche plutôt pour une forteresse jésubite antérieure à l'époque de David.

### Actions sur la blogosphère
Les sites de transmissions du savoir, Wikipédia en premier lieu, sont accusés de propager ces versions des historiens considérées comme portant atteinte d'une part à la légitimité d'Israël, d'autre part à la crédibilité des religions du livre. Ce lobbying est officiel et organisé aux États-Unis. Il est beaucoup plus désorganisé sur les sites francophones.[réf. nécessaire]